# Infernö
Infernö ist eine norwegische Thrash-Metal-Band aus Oslo, die im Jahr 1995 gegründet wurde.

## Geschichte
Die Band wurde im Jahr 1995 gegründet. Noch im selben Jahr veröffentlichte sie ihr erstes Demo Massacre in Hell. Im Folgejahr erschien das Debütalbum Utter Hell, auf dem Hazardous Pussy Desecrator als Sänger zu hören war. Daraufhin steuerte die Band ein Lied für die Split-Veröffentlichung Headbangers Against Disco bei, die über Primitive Art Records erschien. Im Jahr 1998 erschien das zweite Album Downtown Hades, wobei die Vinyl-Version des Albums zwei bei einer Tournee mit Absu und Enslaved live aufgenommene Bonuslieder enthielt. In den Folgejahren steuerte die Band nur noch Lieder zu Split-Veröffentlichungen und Kompilationen bei.

## Stil
Die Band spielt klassischen Thrash Metal der sich an den aus den 1980er-Jahren orientiert, wobei die Lieder auf dem zweiten Album im Vergleich zum ersten schneller und intensiver sind. Das Material der Band ist „voller 80er-Metal-Riffs und -Klischees“. Als Inhalte ihrer Liedtexte gab Schlagzeuger Necrodevil „Hölle, Folter, Sexismus, Gewalt, Tod, Zerstörung und […] Metal“ an. In einer Kritik zu Headbangers Against Disco im Tales of the Macabre wurde bemängelt, dass die Band (ebenso wie Gehennah) bei ihrer Musik Metal „recycle“, und die Bands wurden als „Lutscher“ und die Verlierer auf der Split-EP bezeichnet.

## Diskografie
- 1995: Massacre in Hell (Demo, Eigenveröffentlichung)
- 1996: Utter Hell (Album, Osmose Productions)
- 1997: Downtown Hades (Album, Osmose Productions)
- 1997: Headbangers Against Disco (Split mit Sabbat, Gehennah und Bestial Warlust, Primitive Art Records)
- 2004: Thrash Metal Dogs of Hell (EP, Duplicate Records)
- 2004: Überthrash (Split mit Audiopain, Nocturnal Breed und Aura Noir, Duplicate Records)
- 2005: Überthrash II (Split mit Audiopain, Nocturnal Breed und Aura Noir, Duplicate Records)
- 2007: Metal Commando Attack (Kompilation, Duplicate Records)
- 2009: Downtown Hades / Utter Hell (Kompilation, Osmose Productions)